# 格列布·罗斯季斯拉维奇
格列布·罗斯季斯拉维奇（俄语：Глеб Ростиславич，?—1278年），是一位斯摩棱斯克公国王公（1240 - 1278年）。他是罗斯季斯拉夫·姆斯蒂斯拉维奇的儿子（根据另一種說法，他是弗拉基米尔·鲁里科维奇的孙子）。